# Olympische Sommerspiele 1936/Teilnehmer (Türkei)
| Gelbes Symbol für Goldmedaillen mit stilisierten Olympischen Ringen | Graues Symbol für Silbermedaillen mit stilisierten Olympischen Ringen | Braundes Symbol für Bronzemedaillen mit stilisierten Olympischen Ringen |
| ------------------------------------------------------------------- | --------------------------------------------------------------------- | ----------------------------------------------------------------------- |
| 1                                                                   | —                                                                     | 1                                                                       |

Die Türkei nahm an den Olympischen Sommerspielen 1936 in Berlin mit einer Delegation von 49 Athleten teil. Diese nahmen an 26 Disziplinen in sieben Sportarten teil.

## Bemerkenswertes

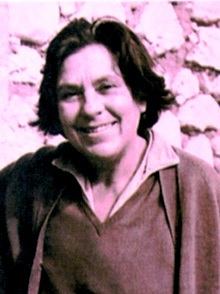
Halet Çambel, zusammen mit Suat Aşani die erste Türkin und die erste Muslimin, die an den Olympischen Spielen teilnahm.

Aus sporthistorischer Sicht stellte die fünfte Teilnahme der Türkei auf mehreren Ebenen eine Besonderheit dar. Zum ersten Mal wurden zwei Frauen entsandt: die Fechterinnen Suat Aşani und Halet Çambel. Diese waren zudem die ersten muslimischen Frauen, die jemals an einer Olympiade teilnahmen. Beide lehnten ein Treffen mit Adolf Hitler ab.
Erstmals konnte die türkische Olympiamannschaft Medaillen gewinnen, nachdem bei den Olympischen Sommerspielen 1928 der Ringer Tayyar Yalaz im Leichtgewicht des griechisch-römischen Stils Platz 4 belegte und damit die bisher höchste Wertung erreicht hatte. Yaşar Erkan gewann im Ringen im Federgewicht im griechisch-römischen Stil die erste Goldmedaille, Ahmet Kireççi die erste Bronzemedaille im Freistil (Mittelgewicht).
Weitere bemerkenswerte Erfolge: Der Radrennfahrer Talat Tunçalp wurde Siebter im Straßenrennen. Der Springreiter Cevat Kula erreichte auf seinem Pferd Sapkin Platz 6 der Einzelwertung.

## Medaillengewinner

### Gold
- Yaşar Erkan – Ringen, griechisch-römischer Stil – Federgewicht

### Bronze
- Ahmet Kireççi – Ringen, Freistil – Mittelgewicht

## Teilnehmerliste

### Basketball
| Spieler | Disziplin | Platz |
| --- | --------- | ----- |
| Şeref Alemdar, Hayri Arsebük, Nihat Ertuğ, Jak Habib, Naili Moran, Kamil Ocak, Hazdayi Penso, Dionis Sakalak, Rupen Semerciyan (Spielertrainer), Sadri Usuoğlu | Männer    | 19.   |

### Fechten
Männer
| Athlet                   | Disziplin        | Platz                             |
| ------------------------ | ---------------- | --------------------------------- |
| Orhan Adaş               | Säbel            | ausgeschieden in der ersten Runde |
| Orhan Adaş               | Säbel Mannschaft | ausgeschieden in der ersten Runde |
| Enver Balkan             | Säbel            | ausgeschieden in der ersten Runde |
| Enver Balkan             | Säbel Mannschaft | ausgeschieden in der ersten Runde |
| Ilhami Çene              | Säbel Mannschaft | ausgeschieden in der ersten Runde |
| Cihat Teğin              | Säbel            | ausgeschieden in der ersten Runde |
| Cihat Teğin              | Säbel Mannschaft | ausgeschieden in der ersten Runde |
| Abdul Halim Tokmakçioğlu | Säbel Mannschaft | ausgeschieden in der ersten Runde |

Frauen
| Athlet       | Disziplin      | Platz                             |
| ------------ | -------------- | --------------------------------- |
| Suat Aşani   | Florett Einzel | ausgeschieden in der ersten Runde |
| Halet Çambel | Florett Einzel | ausgeschieden in der ersten Runde |

### Fußball

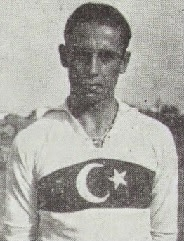
Sait Altınordu

| Spieler | Disziplin | Platz |
| --- | --------- | ----- |
| Lütfü Aksoy, Yaşar Alpaslan, Sait Altınordu, Fikret Arıcan, Cihat Arman, Rebii Erkal, Mehmet Reşat Nayır, Hüsnü Savman, Niyazi Sel, İbrahim Tusder, Hakkı Yeten, Faruk Barlas, Adil Bumin, Necdet Cici, Şeref Görkey, Fuad Göztepe, Hakkı Alaç, Avni Kurgan, Gündüz Kılıç Trainer: James Elliot Donnelly | Männer    | 9.    |

### Radsport
| Athlet           | Disziplin                          | Platz         |
| ---------------- | ---------------------------------- | ------------- |
| Kazım Bingen     | Straßenrennen – Einzelwertung      | ausgeschieden |
| Kazım Bingen     | Straßenrennen – Mannschaftswertung | ausgeschieden |
| Kirkor Canbazyan | Straßenrennen – Einzelwertung      | ausgeschieden |
| Kirkor Canbazyan | Straßenrennen – Mannschaftswertung | ausgeschieden |
| Orhan Suda       | Straßenrennen – Einzelwertung      | ausgeschieden |
| Orhan Suda       | Straßenrennen – Mannschaftswertung | ausgeschieden |
| Talat Tunçalp    | Straßenrennen – Einzelwertung      | 8.            |
| Talat Tunçalp    | Straßenrennen – Mannschaftswertung | ausgeschieden |

### Ringen

#### Griechisch-römisches Ringen
| Athlet            | Gewicht    | Platz |
| ----------------- | ---------- | ----- |
| Hüseyin Erkmen    | 56 kg      | 2:6   |
| Yaşar Erkan       | 61 kg      | Gold  |
| Saim Arıkan       | 66 kg      | 3:7   |
| Nurettin Baytorun | 72 kg      | 6.    |
| Adnan Yurdaer     | 79 kg      | 2:6   |
| Mustafa Avcıoğlu  | 87 kg      | 3:6   |
| Mehmet Çoban      | über 87 kg | 4     |

#### Freistil
| Athlet            | Gewicht    | Platz  |
| ----------------- | ---------- | ------ |
| Ahmet Çakıryıldız | 56 kg      | 6.     |
| Yaşar Erkan       | 61 kg      | 3:6    |
| Sadik Soganli     | 66 kg      | 3:6    |
| Hüseyin Erçetin   | 72 kg      | 3:6    |
| Ahmet Kireççi     | 79 kg      | Bronze |
| Mustafa Avcıoğlu  | 87 kg      | 3:5    |
| Mehmet Çoban      | über 87 kg | 3:5    |

### Reiten
| Athlet           | Disziplin                 | Platz           |
| ---------------- | ------------------------- | --------------- |
| Saadettin Erokay | Vielseitigkeit            | disqualifiziert |
| Cevat Gürcan     | Springreiten – Einzel     | DNF             |
| Cevat Gürcan     | Springreiten – Mannschaft | DNF             |
| Cevat Kula       | Springreiten – Einzel     | 6.              |
| Cevat Kula       | Springreiten – Mannschaft | DNF             |
| Saim Polatkan    | Springreiten – Einzel     | 27.             |
| Saim Polatkan    | Springreiten – Mannschaft | DNF             |
| Saim Polatkan    | Vielseitigkeit            | disqualifiziert |

### Segeln
| Athlet                     | Disziplin | Platz |
| -------------------------- | --------- | ----- |
| Demir Turgut               | O-Jolle   | 20.   |
| Harun Ülmann Behzat Baydar | Star      | 8.    |